# Антоневич Микола
Микола Іванович Антоневич (25 грудня 1840, с. Незвисько, нині Городенківський район, Івано-Франківська область — 10 липня 1919, Львів) — історик, громадський діяч, галицький політик москвофільського напрямку. Депутат (посол) 4-х каденцій Галицького сейму. Небіж поета Якова Головацького.

## Життєпис
Народився 25 грудня 1840 року в с. Незвисько (нині Городенківський район, Івано-Франківська область, Україна) в родині о. Івана Антоневича, пароха села Рожнів.
Навчався на теологічному факультеті Віденського університету. Докторат з філософії склав 1864 року. 1865 року склав учительські екзамени. Відмовився від запрошення працювати в Харківському університеті. З 1865 року заступник учителя ґімназії в Перемишлі, з 1866 року ґімназії в Дрогобичі. З 1867 року депутат Дрогобицької повітової ради та управи, згодом — міської ради. У 1874—1900 роках професор ґімназії в Перемишлі. Член «Руської бесіди» в Перемишлі, почесний член Товариства імені Михайла Качковського, інших москвофільських товариств. Відзначався неабиякою енергією, ненавистю до українців, промови — сміливістю, діловитістю, ерудицією.
Посол до Галицького сойму:
- 3-го скликання (1873—1876 роки), дообраний на додаткових виборах від III курії в окрузі Дрогобич, член «Руського клубу»[2].
- 4-го скликання, 1882 року був обраний замість померлого о. Ясеницького Павла в окрузі Турка — Бориня[2].
- 5-го скликання (1883—1889 роки), від IV курії в окрузі Стрий—Сколе, член «Руського клубу»[2].
- 6-го скликання (1889—1895 роки), від IV курії в окрузі Стрий, член «Руського клубу», вийшов з нього 1892 року; 1894—1895 — член «Клубу староруської партії»[2].

Один з найзапекліших москвофілів і найталановитіших соймових політиків. Завзято боровся проти «нової ери». У 1914 році одразу ж після оголошення Австро-Угорщиною війни Росії був заарештований за участь у москвофільському русі й поміщений до концтабору Талергоф.
Мешкав у Львові в будинку на вулиці Святого Войцеха, 2 (нині — вулиця Довбуша).
Помер 10 липня 1919 року у Львові. Похований у м. Перемишль.

## Друковані праці
Автор популярних історичних праць, цінних спогадів:
- Галицко-русская политика. Записки посла д-ра Ник. Антоневича. — Львов, 1891.
- Наше нінешнее положение (Эпизоды из новейшей истории). — Львов, 1907. — Ч. I.
- Наше нінешнее положение (Эпизоды из новейшей истории). — Львов, 1910. — Ч. II.[2].